# Clavelinidae
Clavelinidae Forbes & Hanley, 1848 è una famiglia di ascidie.

## Tassonomia
Comprende i seguenti generi:
- Clavelina Savigny, 1816
- Euclavella Kott, 1990
- Nephtheis Gould, 1856
- Pycnoclavella Garstang, 1891